# Shelfordina flavomarginata
Shelfordina flavomarginata är en kackerlacksart som först beskrevs av Tokuichi Shiraki 1931.  Shelfordina flavomarginata ingår i släktet Shelfordina och familjen småkackerlackor.
Artens utbredningsområde är Taiwan. Inga underarter finns listade i Catalogue of Life.